# Cantone di Aubergenville
Il Cantone di Aubergenville è una divisione amministrativa degli arrondissement di Mantes-la-Jolie e Rambouillet.
A seguito della riforma complessiva dei cantoni del 2014 è passato da 11 a 40 comuni.

## Composizione
Prima della riforma del 2014 comprendeva i comuni di:
- Aubergenville
- Aulnay-sur-Mauldre
- Bazemont
- Bouafle
- Ecquevilly
- Flins-sur-Seine
- Herbeville
- Mareil-sur-Mauldre
- Maule
- Montainville
- Nézel

Dal 2015 comprende i comuni di:
- Andelu
- Aubergenville
- Aulnay-sur-Mauldre
- Auteuil
- Autouillet
- Bazemont
- Bazoches-sur-Guyonne
- Béhoust
- Boissy-sans-Avoir
- Bouafle
- Flexanville
- Flins-sur-Seine
- Galluis
- Gambais
- Garancières
- Goupillières
- Grosrouvre
- Herbeville
- Jouars-Pontchartrain
- Marcq
- Mareil-le-Guyon
- Mareil-sur-Mauldre
- Maule
- Méré
- Les Mesnuls
- Millemont
- Montainville
- Montfort-l'Amaury
- Neauphle-le-Château
- Neauphle-le-Vieux
- Nézel
- La Queue-les-Yvelines
- Saint-Germain-de-la-Grange
- Saint-Rémy-l'Honoré
- Saulx-Marchais
- Thoiry
- Le Tremblay-sur-Mauldre
- Vicq
- Villiers-le-Mahieu
- Villiers-Saint-Frédéric